# Republik Somalia
Republik Somalia (Somali: Jamhuuriyadda Soomaaliyeed, italienisch Repubblica Somala, arabisch جمهورية الصومال, DMG Dschumhūriyyat as-Sūmāl) war ab 1. Juli 1960 bis zum 1. November 1969 der offizielle Name Somalias. Republik Somalia war also die Bezeichnung des unabhängigen Somalias bei seiner Gründung, nach Entlassung des Italienischen Treuhandgebietes in die Unabhängigkeit und Vereinigung mit Somaliland, das wenige Tage vorher aus Britisch-Somaliland hervorgegangen war.   

## Geschichte
Die erste Regierung bildeten Aden Abdullah Osman Daar und Abdullahi Issa Mahamud, der bis dahin Premierminister des UN-Treuhandgebiets gewesen war, gemeinsam mit anderen Mitgliedern der ehemaligen Verwaltungen des Treuhandgebietes oder des britischen Protektorats. Haji Bashir Ismail Yusuf, ein prominentes Mitglied und Sprecher der Somalischen Jugendliga übernahm das Amt des Präsidenten der Nationalversammlung unter Präsident Aden Abdullah Osman Daar als Staatsoberhaupt der neuen Republik.          
Die nationale Integration gestaltete sich schwierig. Zusätzlich zu den sehr unterschiedlichen Strukturen und Sprachen in den ehemaligen Kolonien, sahen sich die Clans im Norden gegenüber dem weiter entwickelten Süden benachteiligt. Beim Referendum über die neue Verfassung im Jahr 1961, der ersten gemeinsamen freien Abstimmung, entschied sich der Süden mit großer Mehrheit für das Dokument, während die Zustimmung im Norden unter 50 % ausfiel. Außerdem führte die erfolgreiche Unabhängigkeitsbewegung zu einer starken nationalistischen Begeisterung, die zunehmend die Nachbarstaaten Kenia und Äthiopien verunsicherte, auf deren Gebiete mit somalischer Bevölkerung die junge Republik sogleich einen Anspruch erhob, um ein Groß-Somalia zu formen. 
Am 15. Oktober 1969 wurde der amtierende Präsident Abdirashid Ali Shermarke während eines Besuchs der Stadt Las Anod im Norden des Landes von einem seiner Leibwächter erschossen. Der Ermordung folgte ein unblutiger Putsch am 21. Oktober 1969 durch die Armee unter Führung des Major General Mohamed Siad Barre. Die Demokratische Republik Somalia wurde ausgerufen und ab 1. November durch den Supreme Revolutionary Council (SRC) geführt, einen Revolutionsrat unter Vorsitz von Siad Barre als Staatsoberhaupt mit praktisch unbeschränkten Befugnissen.